# Oliver Wendell Holmes
Oliver Wendell Holmes, Sr. (Cambridge, 29 agosto 1809 – Cambridge, 7 ottobre 1894) è stato un medico, insegnante e scrittore statunitense.
Considerato dai suoi contemporanei come uno dei migliori scrittori del XIX secolo, fu uno dei membri dei Poeti del Focolare. Le sue opere in prosa più famose fanno parte della serie di Breakfast-Table, che ebbe inizio con The Autocrat of the Breakfast-Table (1858). È stato anche riconosciuto come importante riformatore medico.
Nato a Cambridge, Massachusetts, Holmes studiò alla Phillips Academy e all'Harvard College. Dopo il diploma ad Harvard nel 1829, si iscrisse alla facoltà di giurisprudenza per un breve periodo prima di avvicinarsi alla professione medica. Iniziò a scrivere poesie in giovane età; una delle opere più famose, Old Ironsides, fu pubblicata nel 1830. Dopo il tirocinio presso alcune prestigiose scuole di Parigi, ad Holmes fu conferita la laurea in medicina presso l'Harvard Medical School nel 1836. Insegnò presso l'istituto Dartmouth Medical School prima di tornare come insegnante ad Harvard e, per un periodo, ebbe lì anche il ruolo di rettore. Durante la sua lunga carriera di professore, difese diverse riforme mediche e inoltre espresse l'idea che fossero i medici a trasportare la febbre puerperale da paziente a paziente. Holmes si ritirò da Harvard nel 1882 e continuò a scrivere poesie, romanzi e saggi fino alla sua morte nel 1894.
Circondato dall'élite letteraria di Boston, che includeva amici-colleghi come Ralph Waldo Emerson, Henry Wadsworth Longfellow e James Russell Lowell, Holmes lasciò un'impronta indelebile nel mondo letterario del XIX secolo. Molte delle sue opere furono pubblicate nel The Atlantic Monthly, una rivista a cui egli stesso ha dato il nome. Per il suo talento letterario egli ricevette numerose lauree honoris causa da università in tutto il mondo. I suoi scritti spesso commemorano la zona della sua nativa area di Boston e buona parte di essi ha uno stile umoristico. Le idee espresse in alcuni dei suoi scritti medici, in particolare nel saggio del 1843 riguardo al contagio della febbre puerperale, furono considerate innovative per il periodo. Gli fu spesso chiesto di pubblicare poesie e poemi composti per un evento specifico, incluse diverse occasioni ad Harvard. Holmes rese popolari diversi termini, come ad esempio quello di anestesia.

## Biografia

### L'infanzia e la famiglia

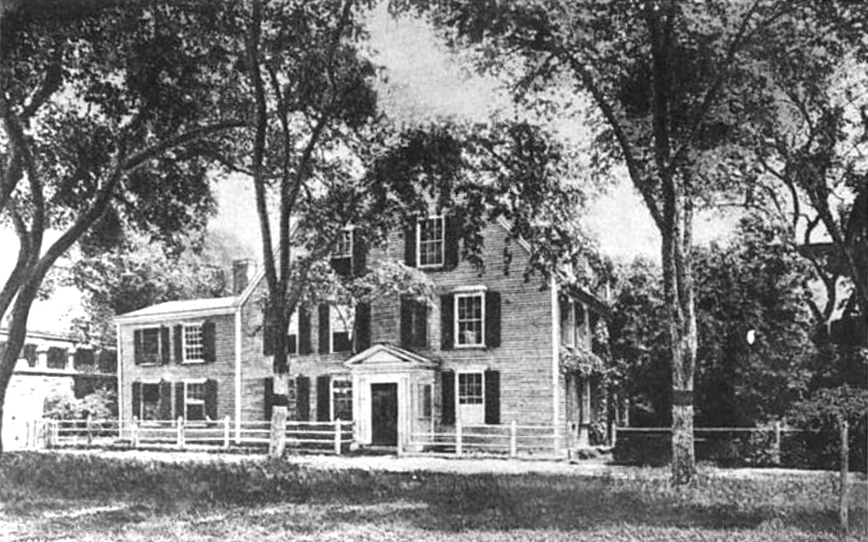
la casa dove nacque Oliver Wendell Holmes a Cambridge

Holmes nacque a Cambridge, Massachusetts, il 29 agosto 1809. Si dice che la casa in cui nacque, poco a nord di Harvard Yard, fosse situata nel punto in cui aveva avuto luogo la Battaglia di Bunker Hill. Fu il primo figlio maschio di Abiel Holmes, ministro della Prima Chiesa Congregazionale e storico appassionato, e Sarah Wendell, seconda moglie di Abiel. Sarah apparteneva a una famiglia facoltosa e a Holmes fu dato il nome del nonno materno, un giudice. Il primo Wendell, Evert Jansen, lasciò i Paesi Bassi nel 1640 e si stabilì ad Albany, New York. Da parte di sua madre Holmes discendeva dal Governatore del Massachusetts, Simon Bradstreet e da sua moglie Anne Bradstreet (figlia di Thomas Dudley), la prima poetessa statunitense ad essere pubblicata.
Da giovane Holmes era mingherlino e soffriva d'asma, ma spiccava tra i suoi coetanei perché molto precoce. All'età di otto anni portò suo fratello John di cinque anni a vedere l'ultima impiccagione nel Gallows Lot di Cambridge e, per questo, fu successivamente punito dai suoi genitori. Amava anche esplorare la biblioteca del padre e scrisse più tardi nella sua vita che "per la maggior parte i libri riguardavano la teologia, così che ero racchiuso da fogli solenni che facevano piegare le mensole sotto il carico della conoscenza sacra". Dopo essere stato influenzato dalle letture delle opere di poeti come John Dryden, Alexander Pope e Oliver Goldsmith, il giovane Holmes iniziò a comporre e a recitare i propri versi. La prima poesia di Holmes che ci è pervenuta, trascritta da suo padre, venne composta quando aveva 13 anni.
Sebbene fosse uno studente capace, il giovane Holmes fu spesso ripreso dai suoi insegnanti per la sua loquacità e per la sua abitudine di leggere romanzi durante le lezioni. Ebbe come professori Dame Prentiss e William Bigelow, prima di iscriversi alla Port School, un'accademia privata nella colonia di Cambridgeport. Tra le sue compagne di scuola figurava la futura critica ed autrice Margaret Fuller, molto ammirata per il suo intelletto da Holmes.

### L'educazione
All'età di 15 anni il giovane Holmes fu iscritto dal padre alla Phillips Academy ad Andover, in Massachusetts. Abiel Holmes scelse la Phillips Academy perché era famosa per i suoi insegnamenti calvinisti ortodossi, con la speranza che il figlio maggiore avrebbe seguito la sua stessa carriera di ministro della Chiesa. Holmes comunque non aveva nessun interesse a diventare teologo e dopo un solo anno abbandonò l'istituto. Sebbene si fosse distinto tra i membri della Social Fraternity, un club letterario, a Holmes non piacquero le idee della maggior parte degli insegnanti della scuola, che giudicava bigotte, chiuse e incivili. Un insegnante in particolare notò lo spiccato talento del giovane alunno per la poesia e gli suggerì di svilupparlo. Poco dopo il suo sedicesimo compleanno fu accettato all'Harvard College.

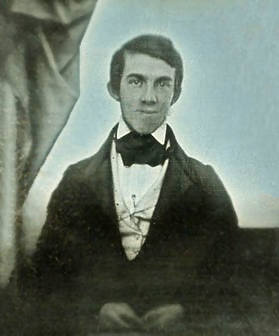
Oliver Wendell Holmes nel 1841

Holmes faceva parte della classe 1829 di Harvard e per i primi anni della carriera universitaria alloggiò presso una residenza privata piuttosto che presso i dormitori. Poiché era alto solo "cinque piedi e tre pollici quando calzava un paio di grossi scarponi", il giovane studente non ebbe alcun interesse a far parte di squadre sportive o dell'Harvard Washington Corps. Al contrario si unì agli "Aristocrats" or "Puffmaniacs", un gruppo di studenti i quali si riunivano per fumare e parlare. Siccome abitava in città ed era figlio di un ministro della chiesa, gli fu facile muoversi tra i gruppi sociali. Fece anche amicizia con Charles Chauncy Emerson (fratello di Ralph Waldo Emerson), più anziano di lui di un anno. Durante il secondo anno scolastico Holmes fu uno dei 20 studenti che ricevettero l'onore scolastico Deturs, premio che includeva una copia di Le Poesie di James Graham, John Logan e William Falconer. Nonostante i suoi successi scolastici il giovane studente confessò a un compagno di Andover di non studiare tanto come avrebbe dovuto. Egli, tuttavia, eccelse nelle lingue e prese lezioni di francese, italiano e spagnolo.
Gli interessi accademici e gli hobby di Holmes spaziarono tra la giurisprudenza, la medicina e la scrittura. Fu eletto membro dell'Hasty Pudding Club di Harvard per il quale scrisse poesie e canzoni umoristiche, e della Phi Beta Kappa Society. Con due amici collaborò a un piccolo libro intitolato Poetical Illustrations of the Athenaeum Gallery of Paintin, una raccolta di poesie satiriche su una nuova galleria d'arte di Boston. Gli fu chiesto di comporre un lavoro originale per la sua classe di laurea e scrisse una poesia leggera e sarcastica, che incontrò un grande successo. Dopo la laurea, Holmes pensò di intraprendere la professione legale, così alloggiò a casa sua e studiò presso la Dane Law School. Nel gennaio del 1830, però, stanco degli studi legali scrisse "Sono deluso di questo posto e di ogni cosa che lo riguarda. Non ho idea di ciò che il Tempio della legge possa significare per coloro che ci sono entrati, ma a me sembra molto freddo e deprimente a cominciare dalla porta."

### Gli inizi della sua produzione poetica
Il 1830 si dimostrò un anno importante per Holmes come poeta; infatti, anche se dispiaciuto per non aver portato a termine i suoi studi di legge, iniziò a scrivere poesie come passatempo. Prima della fine dell'anno aveva prodotto più di 50 poesie, di cui 25 furono inviate (tutte senza firma) al The Collegian, una rivista fondata da alcuni amici di Harvard che tuttavia ebbe poco successo. Quattro di questi componimenti sarebbero poi diventati molto famosi: The Dorchester Giant, Reflections of a Proud Pedestrian, Evening. By a Tailor e The Height of the Ridiculous. Altre nove tra queste poesie furono poi pubblicate, sempre anonimamente, sull'opuscolo Illustrations of the Athenaeum Gallery of Paintings del 1830.

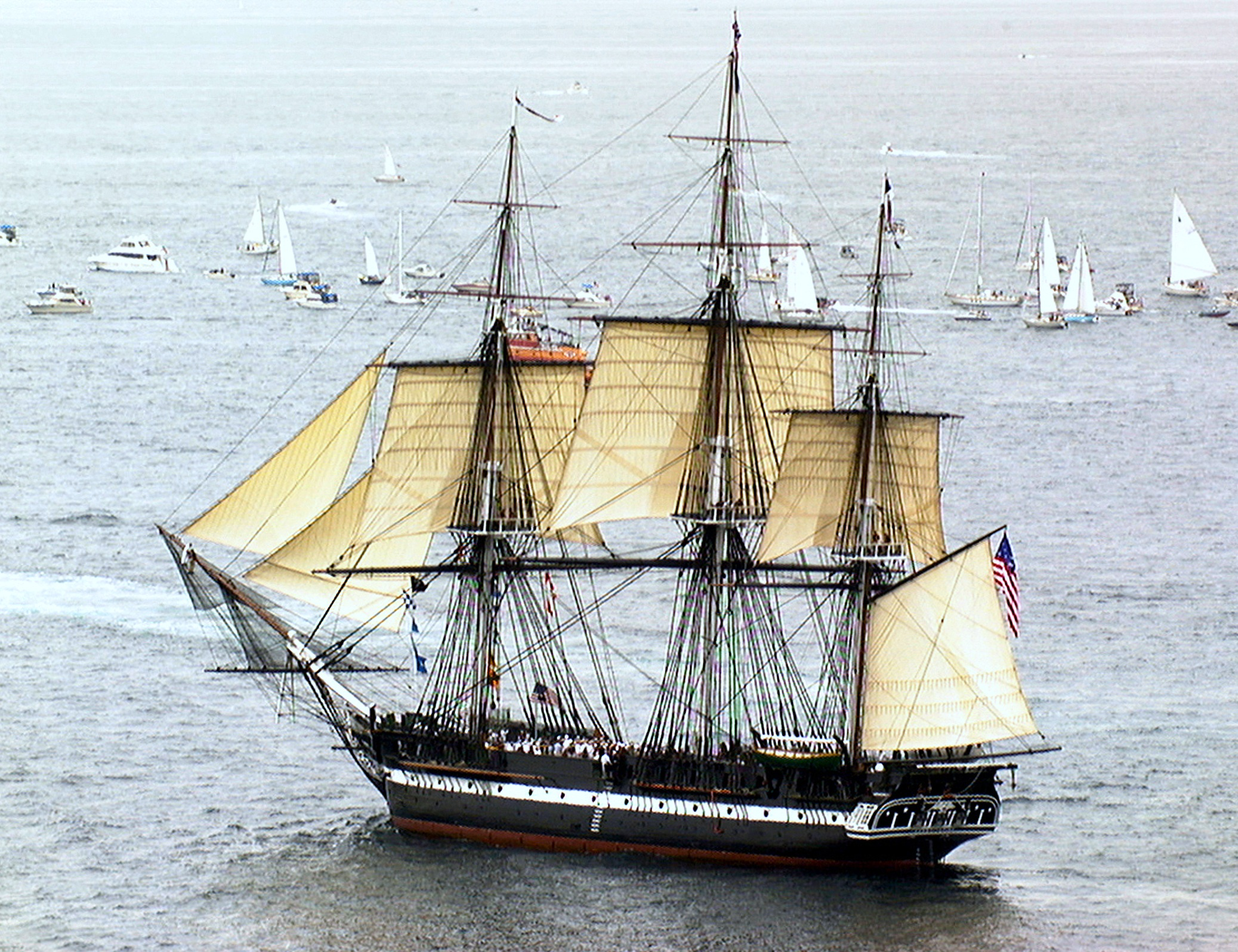
USS Constitution in navigazione nel 1997

Nel settembre dello stesso anno, Holmes lesse un breve articolo del Boston Daily Advertiser riguardo alla famosa fregata USS Constitution del XVIII secolo, che doveva essere smantellata dalla Marina. Holmes scrisse Old Ironsides, che criticava la demolizione della nave. Il poema patriottico fu pubblicato sull'Advertiser e ben presto fu stampato anche su alcuni giornali di New York, Filadelfia e Washington. Il poema di otto versi fece guadagnare all'autore un'immediata notorietà a livello nazionale, generando nell'opinione pubblica un sentimento tale che l'ordine di smantellamento fu revocato.
Durante il resto dell'anno Holmes pubblicò altre cinque poesie, delle quali l'ultima, The Last Leaf (L'ultima foglia) fu la più importante: essa fu ispirata, in parte, dalla storia di un uomo del luogo, un certo Thomas Melville, che fu uno degli "Indiani" del Boston Tea Party 1774 (definito da Holmes nella poesia come "l'ultimo dei cappelli a tre punte"). Holmes scrisse che Melville gli aveva fatto ricordare: "Una foglia secca che era rimasta attaccata alla pianta attraverso le tempeste d'autunno e d'inverno e si ritrovava ancora aggrappata al suo ramo mentre le nuove crescite della primavera schiudevano i loro boccioli e diffondevano il loro fogliame tutt'intorno a lei." Il critico letterario Edgar Allan Poe definì questa poesia una delle migliori opere in lingua inglese. Anni dopo anche Abraham Lincoln apprezzò molto questa poesia; William Herndon, socio dello studio legale di Lincoln e suo biografo, affermò di aver spesso sentito Lincoln recitarla, lodarla e addirittura giurare su di essa.
Sebbene avesse raggiunto il successo fin da giovane, Holmes non pensò di abbracciare la professione letteraria. Più tardi avrebbe scritto che aveva "provato il piacere inebriante dell'essere autore", ma paragonò tale stato a una malattia, dicendo: "Non c'è nessuna forma di avvelenamento da piombo che più rapidamente e più completamente pervade il sangue, le ossa e il midollo di quella che raggiunge il giovane autore".

### La formazione medica
Avendo rinunciato a studiare legge, Holmes scelse medicina. Dopo aver lasciato la casa della sua infanzia a Cambridge, nell'autunno del 1830, si trasferì in una pensione a Boston per poter frequentare la scuola medica della città. In quel periodo gli allievi studiavano solamente cinque materie: medicina, anatomia e chirurgia, ostetricia, chimica e farmacologia. Holmes fu allievo di James Jackson, medico e padre di un suo amico, e lavorò part-time come farmacista nel dispensario dell'ospedale. Costernato dagli aspetti che egli definì dolorosi e ripugnanti del primitivo trattamento medico del tempo, che includeva pratiche come il salasso e l'applicazione di vescicanti, Holmes seguiva invece con interesse gli insegnamenti del suo mentore, che dava molto rilievo a un'attenta osservazione del paziente e all'approccio umano. Nonostante la mancanza di tempo libero, egli riuscì a continuare a scrivere. Durante questo periodo scrisse due saggi che trattavano di dettagli di vita descritti dal punto di vista di un uomo seduto al tavolo della colazione. Questi saggi, che più tardi sarebbero diventati tra le opere più famose di Holmes, furono pubblicati nel novembre 1831 e nel febbraio 1832 sul New England Magazine con il titolo The Autocrat of the Breakfast-Table.
Nel 1833, Holmes si recò a Parigi per approfondire gli studi medici. La recente e radicale riorganizzazione del sistema ospedaliero della città aveva fatto in modo che la formazione medica fosse la più avanzata dell'epoca a livello mondiale. All'età di 23 anni, Holmes fu uno dei primi statunitensi ad essersi formato col nuovo metodo "clinico" che si proponeva presso la famosa École de Médecine. Poiché le lezioni si svolgevano interamente in francese egli si avvalse di un maestro privato di lingua. Sebbene lontano da casa, rimase sempre in contatto con la sua famiglia e con i suoi amici attraverso lettere e visite (come con Ralph Waldo Emerson). Ben presto si adeguò al suo nuovo ambiente. Scrivendo al padre una volta dichiarò: "Ogni tanto amo parlare francese, mangiare francese e bere francese."
All'ospedale La Pitié ebbe come insegnante il patologo interno Pierre Charles Alexandre Louis, il quale dimostrò l'inefficacia del salasso, un fondamento della pratica medica fin dall'antichità. Il dottor Louis era uno dei padri del méthode expectante, una dottrina terapeutica secondo la quale il ruolo del medico è quello di fare tutto il possibile per aiutare la natura nel processo di guarigione da una malattia e di non far nulla per impedire questo corso naturale.
Tornato a Boston, Holmes divenne uno dei principali sostenitori del méthode expectante del paese. Holmes ottenne la sua laurea in medicina ad Harvard nel 1836; scrisse la sua tesi sulla pericardite acuta. Più tardi, nello stesso anno, fu pubblicata la sua prima raccolta di poesie, ma Holmes pronto a iniziare la sua carriera medica, lo considerò un evento di poco rilievo. Nell'introduzione al libro, dichiarò: "Già impegnato in altro è stato con difficoltà che ho trovato il tempo per organizzarmi; ed ora mi ritiro ben volentieri a lavori più tranquilli, i quali, anche se meno eccitanti, saranno certamente riconosciuti come utili e ricevuti con gratitudine."

### Le riforme mediche, il matrimonio e la famiglia
Dopo la laurea, Holmes divenne presto una figura conosciuta nell'ambiente medico diventando membro della Massachusetts Medical Society, la Boston Medical Society e la Boston Society for Medical Improvement, un'organizzazione composta da giovani medici che erano stati formati a Parigi. Guadagnò ancor più celebrità quando vinse il prestigioso Boylston Prize dell'Harvard Medical School's, scrivendo una tesi sui benefici dell'uso dello stetoscopio, strumento ancora poco conosciuto dai medici statunitensi.

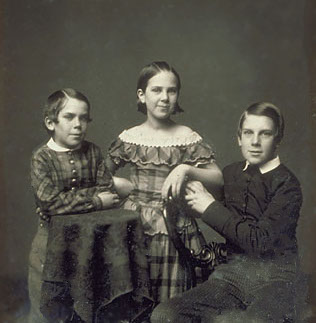
Dagherrotipia del 1854 raffigurante i figli di Holmes: Edward Jackson Holmes, Amelia Jackson Holmes and Oliver Wendell Holmes Jr.

Nel 1837 fu chiamato al Boston Dispensary dove rimase sconvolto dalle condizioni igieniche assolutamente insufficienti. Nello stesso anno concorse e vinse entrambi i premi-saggio del Boylston. Desiderando di concentrarsi nella ricerca e nell'insegnamento, insieme a tre suoi colleghi, fondò la Tremont Medical School – la quale poi si sarebbe unita con la Harvard Medical School – sopra una farmacia al numero 35 di Tremont Row a Boston. Lì diede lezioni di patologia, insegnò ai suoi allievi a utilizzare il microscopio e supervisionò la dissezione di cadaveri; criticava spesso l'utilizzo di alcune pratiche mediche tradizionali. Per i successivi dieci anni si dedicò, anche se con irregolarità, alla pratica di medico privato in un piccolo studio, ma riservò la maggior parte del suo tempo all'insegnamento. Lavorò presso la Dartmouth Medical School dal 1838 al 1840, dove fu nominato professore di anatomia e fisiologia. Durante questi anni, egli soggiornò per quattordici settimane ogni autunno ad Hanover, New Hampshire per tenere le lezioni.
Il 15 giugno 1840 Holmes sposò Amelia Lee Jackson nella King's Chapel di Boston. Ella era la figlia dell'onorevole Charles Jackson, che in passato era stato Giudice Associato della Massachusetts Supreme Judicial Court e nipote di James Jackson, il medico con il quale Holmes aveva studiato. Il Giudice Jackson diede agli sposi una casa al numero 8 di Montgomery Place, che sarebbe diventata la loro residenza per i successivi diciotto anni. Ebbero tre figli: Oliver Wendell Holmes Jr., ufficiale durante la guerra civile nonché giurista statunitense (1841–1935), Amelia Jackson Holmes (1843–1889), ed Edward Jackson Holmes (1846–1884).
Dopo essersi dimesso da professore alla Dartmouth, trascrisse tre delle sue lezioni, dedicate alla dimostrazione dell'erroneità di alcune pratiche mediche tradizionali, che egli chiamava "ciarlatanerie". Adottando un tono più serio di quello usato nelle sue opere precedenti, s'impegnò a rivelare la falsità nel ragionamento di questo tipo di medicina in Astrology and Alchemy, la sua prima lezione e in Medical Delusions of the Past, la sua seconda. L'argomento del suo terzo lavoro fu l'omeopatia, "la scienza finta", che egli definì come "un insieme di perversa ingenuità, di appariscente erudizione, di imbecille credulità e di scorretta rappresentazione, troppe volte mescolate alla pratica". Nel 1842 pubblicò il saggio L'omeopatia e le sue illusioni nel quale denunciò tale pratica.

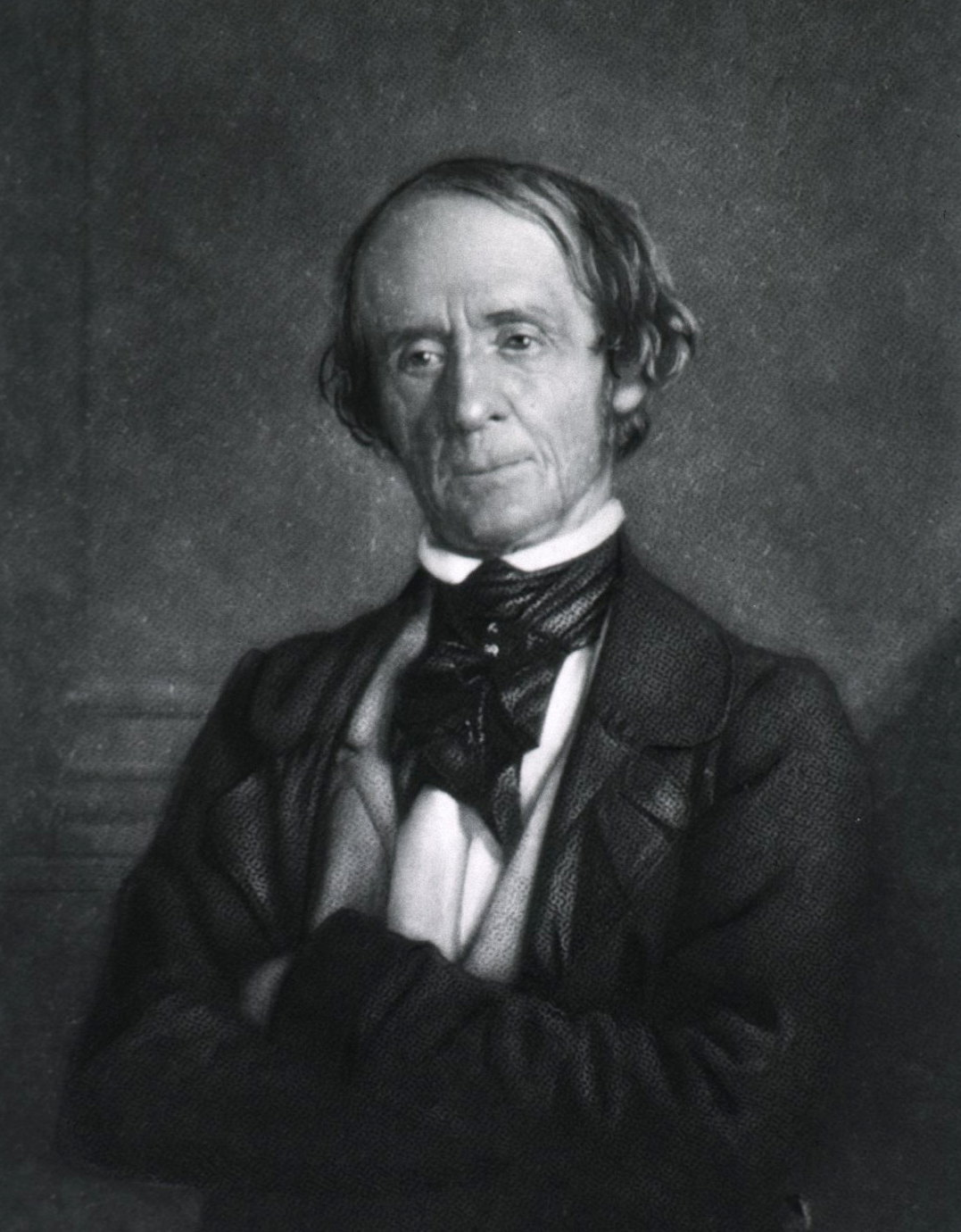
Charles D. Meigs, un oppositore delle teorie di Holmes riguardo alla contagiosità della febbre puerperale

Nel 1843, Holmes pubblicò The Contagiousness of Puerperal Fever sulla rivista New England Quarterly Journal of Medicine and Surgery. Il saggio sosteneva, contrariamente alla credenza popolare del periodo, precedendo la teoria dei germi come causa delle malattie, che l'origine della febbre puerperale, un'infezione mortale colpiva le donne durante o subito dopo il parto, derivasse dal contatto e che fosse trasportata da un paziente a un altro dagli stessi medici. Holmes raccolse una gran quantità di prove su questa teoria, incluse le storie di alcuni dottori che si erano ammalati per poi morire dopo aver eseguito delle autopsie su pazienti che erano stati infettati con la stessa malattia. Nel concludere le sue argomentazioni egli sottolineò che un medico anche avendo avuto un solo caso di febbre puerperale tra i suoi pazienti, avesse l'obbligo morale di purificare i suoi strumenti, di bruciare i vestiti che aveva indossato mentre assisteva al fatale parto e di cessare la pratica ostetrica per un periodo di almeno sei mesi. Alcuni anni dopo Ignac Semmelweis sarebbe arrivato a simili conclusioni a Vienna, dove la sua introduzione della profilassi (lavarsi le mani con una soluzione di cloro prima di assistere a un parto) avrebbe considerevolmente abbassato il tasso di mortalità puerperale. Presentando il testo, Holmes spiegò: "Io non so se avrò mai un'altra occasione di essere così utile come potrei esserlo ora portando avanti lo studio di questo argomento attraverso i miei saggi."
Sebbene il saggio non fosse stato notato molto quando fu pubblicato, Holmes alla fine fu attaccato da due importanti professori di ostetricia, Hugh L. Hodge e Charles D. Meigs, i quali negarono fermamente la sua teoria sul contagio. Nel 1855 Holmes scelse di pubblicare nuovamente il saggio come opuscolo con il nuovo titolo Puerperal Fever as a Private Pestilence. In una nuova introduzione in cui Holmes si rivolse direttamente ai suoi oppositori, scrisse: "Preferirei salvare una sola madre dall'essere infettata per colpa del proprio medico, piuttosto che rivendicare di aver salvato 40 su 50 pazienti alle quali io avessi trasmesso la malattia." Aggiunse: "Chiedo di essere ascoltato nell'interesse delle donne le cui vite sono in gioco, fino a che qualche altra voce più forte non supplicherà per loro." L'opera che inizialmente fu criticata viene oggi considerata una pietra miliare nella teoria dei germi come causa delle malattie.
Nel 1846, Holmes coniò la parola "anestesia". In una lettera al dentista William Green Morton, il primo medico a dimostrare pubblicamente l'efficacia dell'utilizzo dell'etere durante un'operazione chirurgica, scrisse: "Tutti vogliono prendere parte ad una grande scoperta, l'unica cosa che farò è dare qualche suggerimento per quanto riguarda i nomi, o il nome, da dare allo stato prodotto e all'agente. Secondo me lo stato dovrebbe essere chiamato Anaeshesia. Questo termine indica insensibilità, più precisamente l'insensibilità nel tatto." Holmes previde che il suo nuovo termine: "Sarà ripetuto nelle lingue di ogni razza umana civilizzata."

### L'insegnamento e le conferenze
Nel 1847, Holmes fu assunto come Parkman Professor di Anatomia e Fisiologia alla Harvard Medical School dove prestò servizio come preside di facoltà fino al 1853 e insegnò fino al 1882. Non molto tempo dopo la sua nomina, Holmes fu criticato dal corpo studentesco, esclusivamente maschile, per aver permesso l'ammissione di una donna, Harriot Kezia Hunt, al corso. A causa dell'opposizione non solo degli studenti, ma anche dei sovraintendenti universitari e di altri membri della facoltà, le fu chiesto di ritirare la sua domanda. L'Harvard Medical School, infatti, non ammise alcuna donna fino al 1945. Per la sua formazione parigina, Holmes dava molta importanza nei suoi insegnamenti alla base anatomico-patologica della malattia. Gli studenti amavano Holmes e lo chiamavano "zio Oliver". Un giovane assistente ricordò: "Egli entra nell'aula e viene salutato da un forte grido e da uno scroscio di applausi. Poi il silenzio ed inizia un'incantevole ora di descrizioni, analisi, aneddoti, innocenti giochi di parole il che veste le ossa scarne di un'immagine poetica, ravviva con l'umorismo una dura giornata di fatica e rallegra gli ascoltatori stanchi per i dettagli difficili rendendo più interessante lo studio."
Nel 1848 Amelia Holmes ereditò 2.000 dollari, che lei e suo marito usarono per costruire una casa per le vacanze a Pittsfield, Massachusetts. Dall'inizio del luglio 1849 la famiglia trascorse lì "sette estati benedette". Avendo da poco rinunciato al suo studio medico privato, Holmes fu libero di intrattenersi con altri personaggi letterati che soggiornavano nello Berkshires; nell'agosto 1850, per esempio, Holmes passò del tempo in compagnia di Evert Augustus Duyckinck, Cornelius Mathews, Herman Melville, James Thomas Fields e Nathaniel Hawthorne. A Holmes piaceva misurare la circonferenza degli alberi della sua proprietà e teneva nota dei dati; egli scrisse di avere "un'intensissima e appassionata amorevolezza per gli alberi in generale e un attaccamento romantico nei confronti di alcuni di essi in particolare." L'alto costo del mantenimento della loro casa a Pittsfield costrinse la famiglia Holmes a venderla nel maggio 1856.
Nel 1850, mentre era preside, Holmes divenne testimone sia per la difesa che per l'accusa durante il noto caso dell'assassinio Parkman-Webster. Sia George Parkman (la vittima), un medico locale, che John Webster (l'aggressore) si erano laureati di Harvard; Webster era professore di chimica alla Medical School durante il periodo dell'assassinio, che fu largamente pubblicizzato. Webster fu ritenuto colpevole ed impiccato. Holmes dedicò la sua lezione introduttiva del novembre 1850 presso la Medical School alla memoria di Parkman.

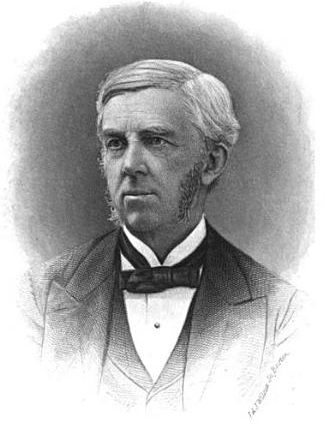
Ritratto di Holmes che in quegli anni si batteva per l'obiettivo di far accettare le donne e i neri nell'Harvard Medical School.

Nello stesso anno, Holmes fu avvicinato da Martin Delany, un afroamericano che aveva lavorato con Frederick Douglass. Il trentottenne chiese di essere ammesso ad Harvard dopo essere stato precedentemente respinto da quattro scuole nonostante le sue eccellenti credenziali. Nonostante numerose critiche, Holmes ammise Delany e altri due uomini neri alla Medical School. Ciò ebbe come conseguenza una dichiarazione degli studenti sulla quale era scritto: "Premesso che non abbiamo obiezioni alla formazione e alla valutazione dei neri, protestiamo, però, fortemente contro la loro presenza con noi nel nostro stesso College." Sessanta studenti firmarono il documento, mentre altri quarantotto ne sottoscrissero un altro nel quale si sosteneva che sarebbe stato "un male ancora più grande, se allo stato attuale del sentimento pubblico, un collegio medico di Boston rifiutasse a questa sfortunata classe il diritto all'istruzione." In risposta a ciò, Holmes disse agli studenti neri che non avrebbero potuto continuare dopo quel semestre. L'assemblea di facoltà ordinò a Holmes di scrivere che "il mescolare le razze è sgradevole per una gran parte della classe e lesivo per gli interessi della scuola." Sebbene appoggiasse le lotte dei neri per il diritto all'istruzione, non fu un abolizionista; contro quella che egli considerò l'abitudine degli abolizionisti di servirsi di "ogni forma di linguaggio per mettere discordia", egli sentiva che il movimento esagerasse troppo. Questa mancanza di appoggio deluse amici come James Russel Lowell, il quale una volta disse a Holmes che avrebbe dovuto schierarsi più esplicitamente contro la schiavitù. Holmes con calma gli rispose: "Lascia che io provi a migliorare e a dar piacere a coloro che mi ascoltano a modo mio per il momento." Nonostante tutto Holmes credeva che la schiavitù potesse essere abolita in modo pacifico e legale.
Holmes tenne frequenti conferenze dal 1851 al 1856 su argomenti come "La Scienza Medica come è o come è stata", "Conferenze e Fare Conferenze", "Poeti Inglesi del XIX secolo". Viaggiando attraverso il New England ricevette somme tra i 40 e i 100 dollari per ogni conferenza, ma anche in questo periodo pubblicò molto e l'edizione britannica delle sue Poesie vendette bene all'estero. Man mano che le idee sue sociali cominciarono a cambiare, Holmes si trovò spesso pubblicamente in contrasto con coloro i quali egli chiamò i "prepotenti morali". A causa della sempre crescente critica della stampa, che si opponeva al suo aperto antiabolizionismo, oltre che alla sua avversione contro il crescente movimento contro l'alcolismo, scelse di smettere di fare conferenze e di tornare a casa.

### Il seguente successo letterario e la Guerra Civile
Nel 1856, fu fondato il giornale Atlantic, o Saturday Club per lanciare e supportare il The Atlantic Monthly. Questa nuova rivista fu redatta dall'amico di Holmes James Russel Lowell e si avvalse del contributo dell'élite letteraria del New England, formata da scrittori come Ralph Waldo Emerson, Henry Wadsworth Longfellow, John Lothrop Motley e J. Elliot Cabot. Oltre a darle il nome, Holmes scrisse anche vari articoli per la rivista negli anni e per la sua prima edizione scrisse una nuova versione, più romanzata, di due dei suoi precedenti saggi, The Autocrat of the Breakfast-Table. Essa includeva poesie, storie, barzellette e canzoni; l'opera ebbe il favore sia dei lettori che della critica e assicurò il successo iniziale alla rivista The Atlantic Monthly. I saggi furono raccolti in un libro con lo stesso nome nel 1858 e divenne la sua opera più famosa vendendo diecimila copie in tre giorni. L'opera ebbe un grande successo: "Come Charles Lamb, Holmes guadagna l'interesse dei lettori dal primo momento. Con umorismo geniale, spirito raffinato, pathos, sensibilità verso la vita di tutti i giorni nelle sue luci e nelle sue ombre, egli dà alla serie del Breakfast-Table un fascino simile a The Essays of Elia." Il suo seguito, The Professor at the Breakfast-Table fu pubblicato poco tempo dopo a puntate dal gennaio del 1859.

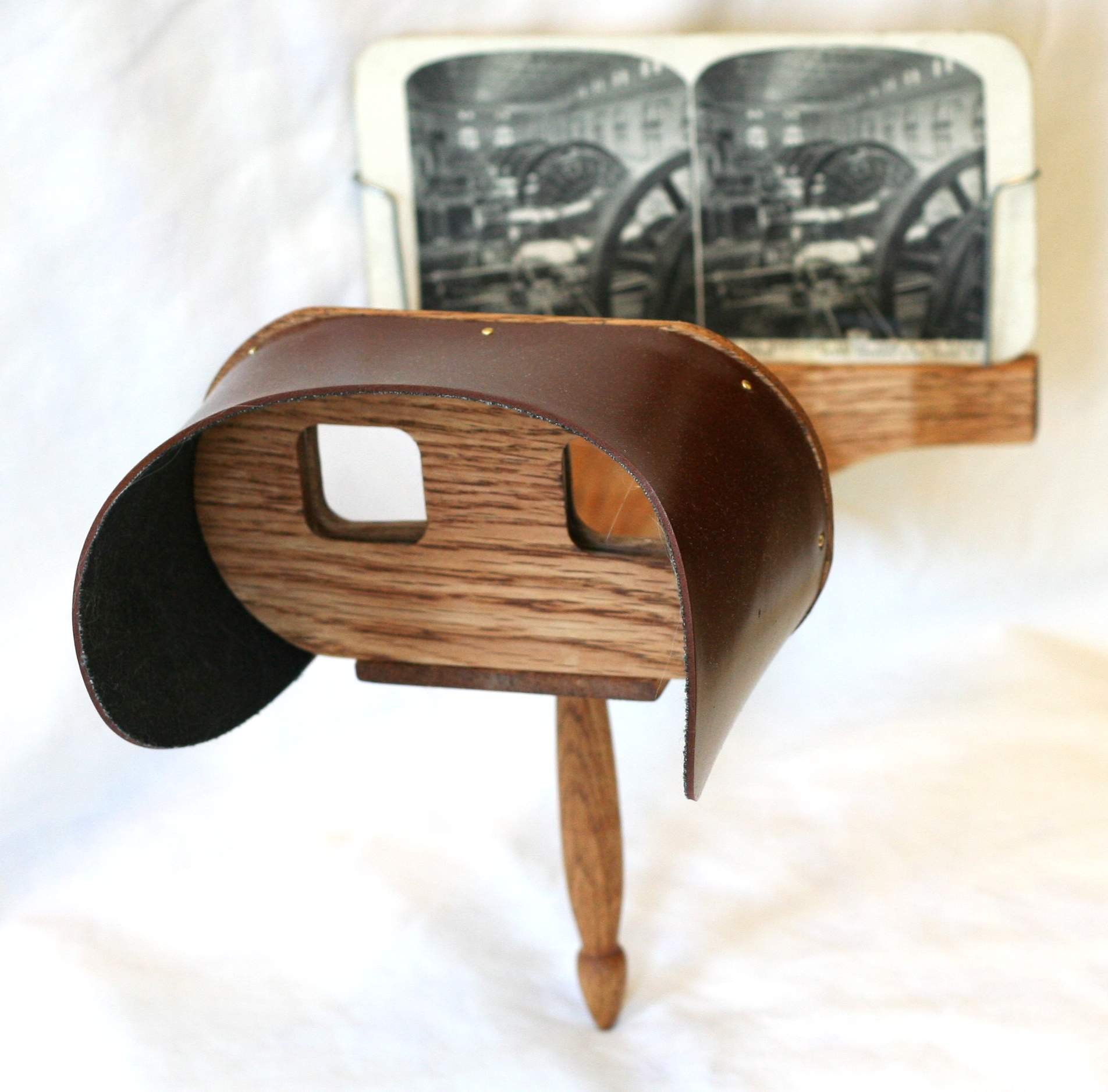
Riproduzione del modello di stereoscopio inventato da Holmes

Il primo romanzo di Holmes; Elsie Venner, fu pubblicato a puntate sulla rivista Atlantic a partire dal dicembre 1859. Intitolato inizialmente The Professor's Story, tratta di una giovane donna nevrotica, la cui madre era stata morsa da un serpente a sonagli mentre era incinta, così da causare alla figlia una personalità per metà di donna e per l'altra metà di serpente. Il romanzo attirò una larga gamma di commenti, incluse la lode di John Greenleaf Whittier e la condanna delle riviste ecclesiastiche, le quali dichiararono l'opera come eretica. Inoltre, nel dicembre di quell'anno, Holmes inviò dei medicinali allo scrittore malato Washington Irving dopo averlo visitato nella sua casa di Sunnyside a New York; Irving morì solo pochi mesi più tardi. La Massachusetts Historical Society nominò Irving, dopo la morte, membro onorario della società in una cerimonia tenutasi il 15 dicembre 1859. Durante la cerimonia Holmes lesse una relazione sul suo incontro con Irving e una lista dei sintomi medici che aveva osservato, nonostante il tabù che proibiva il discutere pubblicamente di salute.
Intorno al 1860, Holmes inventò lo "stereoscopio americano", considerato uno dei maggiori divertimenti del XIX secolo, attraverso il quale venivano visualizzate delle immagini in 3D. Più tardi egli stesso cercò di dare una spiegazione al successo della sua invenzione, dichiarando: "Non c'è nessun principio completamente nuovo coinvolto nella sua costruzione, ma si è dimostrato molto più conveniente rispetto agli altri strumenti in uso basati sullo stesso principio, tanto che gradualmente li ha eliminati tutti quanti dal campo, in grande misura, almeno per quanto riguarda il mercato di Boston." Piuttosto che brevettare l'invenzione e approfittare del suo successo, Holmes regalò l'idea.
Non molto tempo dopo che il Carolina del Sud lasciò l'Unione, fatto che avvenne nel 1861, Holmes iniziò a pubblicare degli articoli – il primo dei quali fu la canzone patriottica Una voce del Nord Leale – in appoggio alla causa dell'Unione. Sebbene egli avesse precedentemente criticato gli abolizionisti reputandoli traditori, in questo periodo la sua principale occupazione fu il supporto dell'Unione. Nel settembre di quell'anno, pubblicò un articolo intitolato Bread and Newspapers nel quale egli s'identificò orgogliosamente come Unionista. Scrisse: "La guerra ci ha insegnato, come nient'altro può fare, ciò che noi possiamo essere e siamo." Egli esortò perfino la classe più abbiente ad avere "coraggio […] sufficientemente grande per l'uniforme che pende così larga intorno ai loro corpi esili." Holmes era anche personalmente interessato nella guerra: il maggiore dei suoi figli, Oliver Wendell Holmes Junior, si arruolò nell'esercito contro la volontà del padre nell'aprile del 1861 e fu ferito per tre volte in battaglia, procurandosi anche una ferita da arma da fuoco al petto durante la Battaglia di Ball's Bluff nell'ottobre del 1861.

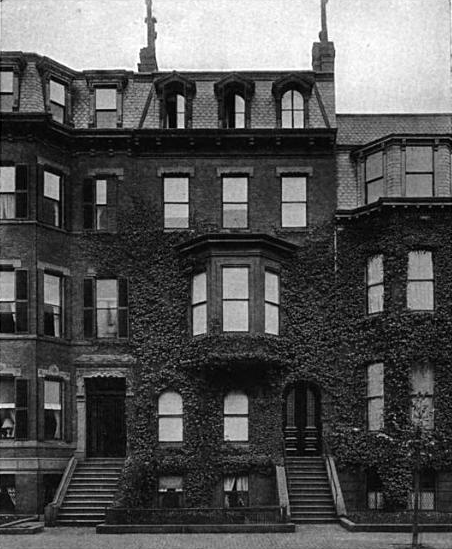
Holmes negli ultimi venti anno di vita risiedette a Beacon Street, Boston, 1871–1894

Durante la Guerra Civile, l'amico di Holmes Henry Wadsworth Longfellow iniziò a tradurre la Divina Commedia di Dante Alighieri. Dal 1864, Longefellow invitò alcuni amici ad aiutarlo nell'opera attraverso degli incontri settimanali che si tenevano ogni mercoledì. "The Dante's Club", come fu chiamato il circolo, normalmente includeva Longfellow, Lowell, William Dean Howells, Charles Eliot Norton e Holmes. La traduzione fu ultimata e pubblicata in tre volumi nella primavera del 1867 (lo scrittore statunitense Matthew Pearl ha romanzato il loro lavoro nel libro Il Circolo Dante, edito nel 2003). Nello stesso anno in cui la traduzione di Dante fu pubblicata, il secondo romanzo di Holmes, The Guardian Angel, iniziò ad uscire a puntate sulla rivista Atlantic. Fu pubblicato come libro nel novembre dello stesso anno, ma le sue vendite arrivarono alla metà di quelle di Elsie Venner.

### Gli ultimi anni e la morte
La fama di Holmes continuò a crescere anche nei suoi ultimi anni di vita. The Poet at the Breakfast-Table fu pubblicato nel 1872. Poiché scritto quindici anni dopo The Autocrat, il tono dell'opera è più maturo e nostalgico rispetto a quello dell'opera precedente. "Man mano che la gente invecchia" scrisse Holmes "arriva alla fine a vivere delle proprie memorie e spesso pensa, con una specie di piacere, di aver perso le cose più care che aveva. Niente di ciò che abbiamo è così perfetto nel presente rispetto a come sembrerà quando lo ricorderemo." Nel 1876, all'età di settanta anni, Holmes pubblicò la biografia di John Lothrop Motley, che continuava quanto scritto in un precedente articolo composto per la Massachusetts Historical Society Proceedings. L'anno seguente pubblicò una raccolta dei suoi saggi medici e contemporaneamente anche Pages of an Old Volume of Life, una selezione di vari testi che aveva scritto per The Atlantic Monthly. Nel 1882 si dimise dall'Harvard Medical School, concludendo così, dopo trentacinque anni, la sua carriera di professore. Dopo aver dato la sua ultima lezione il 28 novembre, fu nominato dall'università professore emerito.

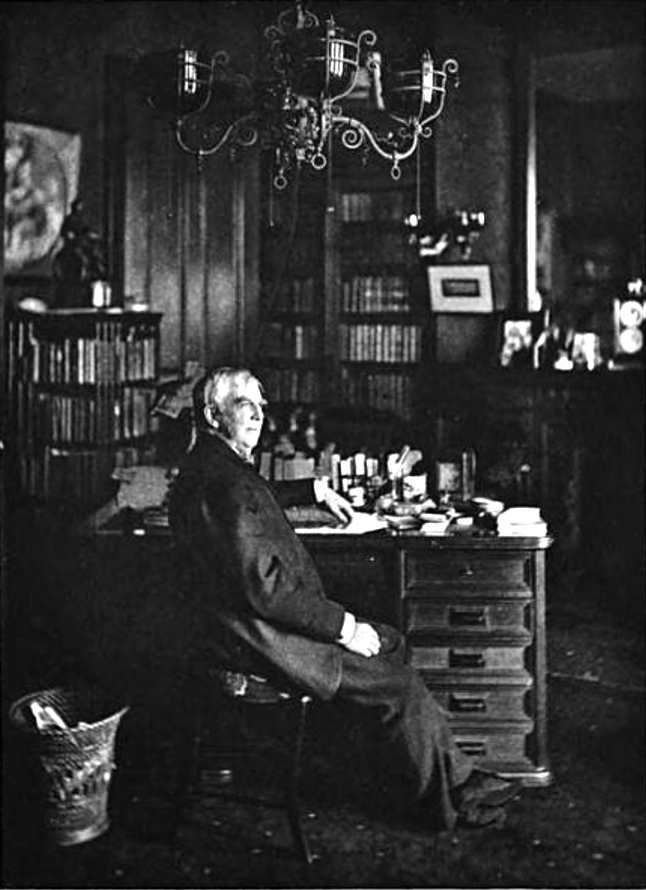
Holmes nel suo studio negli ultimi anni di vita

Nel 1884, Holmes pubblicò un libro dedicato alla vita e alle opere del suo amico Ralph Waldo Emerson. Più tardi i biografi avrebbero usato l'opera di Holmes come guida per le loro ricerche; di pregevole accuratezza è stata giudicata la sezione dedicata alla poesia di Emerson. A cominciare dal gennaio 1885, il terzo ed ultimo romanzo di Holmes, A Mortal Antipathy, fu pubblicato a puntate sull'Atlantic Monthly. Sempre in quell'anno Holmes donò dieci dollari a Walt Whitman, sebbene non approvasse la sua poesia, e convinse il suo amico John Greenleaf Whittier a fare lo stesso: un amico di Whitman, l'avvocato Thomas Donaldson, aveva infatti chiesto delle donazioni per poter comprare un cavallo e una carrozza per lo scrittore, il quale, nella sua vecchiaia, non era quasi mai uscito dalla sua abitazione.
Con problemi di esaurimento e in lutto per la morte improvvisa di suo figlio minore, Holmes iniziò a rimandare i suoi impegni sociali e quelli di scrittore. Negli ultimi mesi del 1884 viaggiò per l'Europa con sua figlia Amelia. In Gran Bretagna conobbe scrittori del calibro di Henry James, George du Maurier e Lord Alfred Tennyson; gli fu conferita una laurea honoris causa dalla Cambridge University, una in legge dalla Edinburgh University, e una terza dalla Oxford University. Holmes e Amelia visitarono anche Parigi, una città che aveva avuto una rilevante influenza su di lui nella sua formazione; qui ebbe un incontro con il chimico e microbiologo Louis Pasteur, i cui studi sulla teoria dei germi avevano, tra l'altro, aiutato a ridurre la mortalità delle donne che soffrivano di febbre puerperale. Holmes considerava il francese come "uno dei più grandi benefattori della sua razza." Al suo ritorno negli Stati Uniti Holmes pubblicò un diario di viaggio intitolato Our One Hundred Days in Europe.

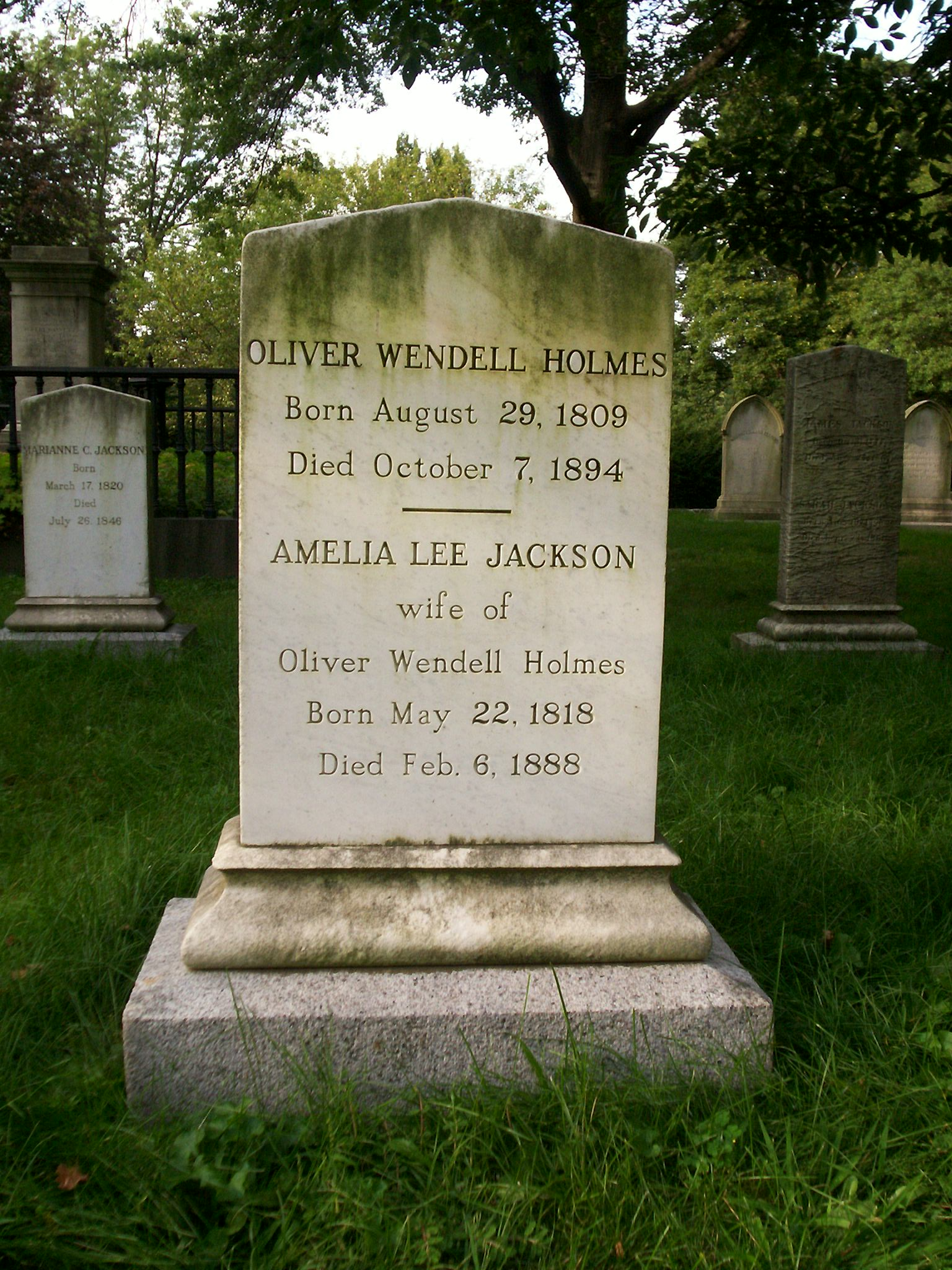
Tomba di Oliver Wendell Holmes e consorte nel Mount Auburn Cemetery di Cambridge (Massachusetts)

Nel giugno 1886, Holmes ricevette una laurea honoris causa dalla facoltà di legge della Yale University. Sua moglie, la quale per più di quaranta anni aveva lottato contro una malattia che era arrivata a renderla invalida negli ultimi mesi, morì il 6 febbraio del 1888. La figlia Amelia morì l'anno seguente dopo una breve malattia. Nonostante la sua vista che si indeboliva e il timore che la sua vita stesse per concludersi, Holmes continuò a trovare conforto nella scrittura. Nel 1891 pubblicò Over the Teacups, l'ultimo dei suoi libri umoristici.
Verso la fine della sua vita, Holmes si rese conto di essere sopravvissuto alla maggior parte dei suoi amici, inclusi Emerson, Longfellow, Lowell e Nathaniel Hawthorne. Disse: "Mi sento come se fossi sopravvissuto a me stesso… eravamo tutti insieme in coperta quando cominciammo il viaggio della vita… poi la nave che ci trasportava cominciò ad andare a pezzi." La sua ultima apparizione in pubblico fu ad un ricevimento per la National Education Association di Boston, il 23 febbraio 1893, dove presentò la poesia To the Teachers of America. Un mese più tardi Holmes scrisse al presidente di Harvard, Charles William Eliot, esortandolo a istituire nell'università una laurea honoris causa in lettere e a conferirne la prima a Samuel Francis Smith; questo progetto, tuttavia non fu mai portato a termine.
Holmes morì tranquillamente dopo essersi addormentato nel pomeriggio di domenica 7 ottobre 1894. Come scrisse suo figlio Oliver Wendell Holmes Jr.: "La sua morte fu tanto serena quanto potessero desiderare coloro che lo amavano. Ha semplicemente smesso di respirare." La celebrazione in memoria di Holmes fu tenuta a King's Chapel e fu presieduta da Edward Everett Hale. Holmes fu sepolto accanto a sua moglie nel Mount Auburn Cemetery a Cambridge, Massachusetts.

## Opere principali
Poesie
- Poems (1836)
- Songs in Many Keys (1862)

Saggi
- Puerperal Fever as a Private Pestilence (1855)
- The Autocrat of the Breakfast-Table (1858)
- The Professor at the Breakfast-Table (1860)
- The Poet at the Breakfast-Table (1872)
- Over the Teacups (1891)

Romanzi
- Elsie Venner (1861)
- The Guardian Angel (1867)
- A Mortal Antipathy (1885)

Biografie e diari di viaggio
- John Lothrop Motley, A Memoir (1876)
- Ralph Waldo Emerson (1884)
- Our Hundred Days in Europe (1887)